# Kaspiczan (gmina)
Kaspiczan (bułg.: Община Каспичан)  − gmina w północno-wschodniej Bułgarii, w obwodzie Szumen.

## Miejscowości
Miejscowości wchodzące w skład gminy Kaspiczan:
- Kaspiczan (miasto) (bułg.: Каспичан) − siedziba gminy,
- Kaspiczan (wieś) (bułg.: Каспичан),
- Kjulewcza (bułg.: Кюлевча),
- Kosowo (bułg.: Косово),
- Markowo (bułg.: Марково),
- Mogiła (bułg.: Могила),
- Pliska (bułg.: Плиска),
- Wyrbjane (bułg.: Върбяне),
- Złatna niwa (bułg.: Златна нива).